# Gubazes II.
Gubazes II. war König von Lasika von 541 bis 555. Er ist nicht zu verwechseln mit einem gleichnamigen Lazenkönig aus dem 5. Jahrhundert, der von ca. 456 bis 466 regierte.
Gubazes II. war mütterlicherseits römischer Abstammung; bei seinem Vater wird es sich um den Lazenkönig Tzath gehandelt haben, der 522 Konstantinopel besuchte, dort getauft wurde und von Kaiser Justin I. mit der vornehmen Römerin Valeriana verheiratet worden war. Gubazes kam zur Zeit der oströmischen Besatzung Lasikas an die Macht. 541 vertrieb er diese mit Hilfe der Perser aus dem Land. 547/548 erfuhr er von einem persischen Attentatsplan und wandte sich an die Oströmer um Unterstützung. Es folgten jahrelange kriegerische Auseinandersetzungen um Lasika (siehe Römisch-Persische Kriege). 554 beschwerte er sich bei Kaiser Justinian I. hinsichtlich dreier oströmischer Befehlshaber. 555 wurde er daraufhin von zwei dieser Befehlshaber (Martinus und Rusticus) getötet. Nachfolger wurde sein jüngerer Bruder, der wie sein Vater den Namen Tzath trug.